# 邱昊奇
邱昊奇（David Chiu，1988年2月10日—），本名邱孝尊，曾使用藝名邱詰原，台灣男藝人。曾分別擔任王力宏演唱會和蕭亞軒MV的舞者。

## 戲劇作品

### 電視劇/網路劇
| 年份   | 劇名                       | 角色          |
| 2013年 | 我愛你愛你愛我             | 春成          |
| 2013年 | 愛的生存之道               | Peter         |
| 2014年 | 你照亮我星球               | 吳春生        |
| 2015年 | 好想談戀愛                 | 蕭斌          |
| 2015年 | 戀愛鄰距離                 | 徐維銘        |
| 2016年 | 獨家保鑣                   | 李品逸        |
| 2017年 | 老爸上身                   | 白勝熙        |
| 2017年 | 特勤精英                   | 達召          |
| 2017年 | 已讀不回的戀人             | 馮星宇        |
| 2018年 | 動物系戀人啊               | 導演          |
| 2019年 | 必勝大丈夫                 | 鄧子澄        |
| 2019年 | 靈異街11號                 | Kevin         |
| 2020年 | 饞上你                     | 宋一凡        |
| 2020年 | 廢財闖天關                 | 張理謙/牛雲龍 |
| 2021年 | 廢財闖天關2                | 張理謙/牛雲龍 |
| 2021年 | 她們創業的那些鳥事         | 燕陽兆        |
| 2021年 | 比悲傷更悲傷的故事：影集版 | 賴俊介        |
| 2022年 | 正義的算法                 | 何律師        |
| 2025年 | 星空下的黑潮島嶼           | 黃幹事        |
| 2025年 | 喝酒吧！笨蛋               | Ryan          |

### 迷你劇集/電視電影/影集
| 年份   | 劇名                   | 飾演     | 導演           |
| ------ | ---------------------- | -------- | -------------- |
| 2014年 | 《羊在火爐前走失了》   | 耿成業   | 許瑋           |
| 2014年 | 《大人的殿堂》         | 葉常歡   | 姜秉辰         |
| 2015年 | 《愛呀 午休時刻 壓抑》 | 小莫     | 姜秉辰         |
| 2015年 | 《一克拉的室友》       | 游輝凱   | 姜秉辰         |
| 2019年 | 《魚躍龍門》           | 二代堂主 | 洪子鵬         |
| 2019年 | 《我是周時青》         | Jason    | 丁肇輝         |
| 2020年 | 《20年的約定》         | 李俊昂   | 林大崴、黃偉烈 |
| 2021年 | 《雨天的妖怪》         | 大牛     | 蔡幸谚         |
| 2021年 | 《競技青春》           | Joker    | 張耕聞         |
| 2023年 | 《開心鬼》             | 呂文俊   | 柯政銘         |

### 短片/微電影
- 2013年：《新家人關係》 飾 前男友
- 2013年：《罐裝空氣》 飾 吳昊奇
- 2015年：《12星座男生篇：半夜聽到女友想喝紅豆湯的反應》
- 2015年：《12星座男生篇：想求歡卻被女友拒絕的反應》
- 2015年：《12星座男生篇：12種告白全紀錄 - 壁咚篇》
- 2015年：《12星座男生篇：女友對你鬧脾氣的反應－吹頭髮篇》
- 2015年：《12星座男生篇：吃醋時的反應》
- 2015年：《12星座男生篇：裝熟退散！聯誼秒熟攻略》
- 2015年：《12星座男生篇：跟女友提分手的最爛理由》
- 2015年：《12星座男生篇：女友突然肚子餓怎麼辦？》
- 2015年：《12星座女友肚子餓－番外篇：邱昊奇的創意料理！》
- 2015年：《12星座女生篇：好想出國，12星座女友會？》
- 2015年：《12星座女生篇：求歡卻被男友拒絕的反應。》
- 2015年：《12星座女生篇：被曖昧對象約喝酒的反應》
- 2015年：《12星座女生篇：男友電動打不停的反應》
- 2015年：《12星座女生篇：聽到分手的反應會是？》
- 2015年：《12星座女生篇：電梯遇到帥哥的反應》
- 2015年：《推翻那部落》 手機遊戲廣告
- 2017年：《中學頭條》
- 2019年：《逆轉奇蹟》 飾 阿奇

## 電影
- 2016年：《終極舞班》飾演 陳軍
- 2016年：《怦·心跳》飾演 俊凱
- 2016年：《陳甘快跑》飾演
- 2019年：《真愛不遲到》飾演 徐磊
- 2020年：《刻在你心底的名字》飾演 祁家威
- 2021年：《雨天的妖怪》(網絡電影)飾演 大牛
- 2021年：《競技青春》飾 Joker

## MV
- 2012年：蕭亞軒〈放愛情一個假〉
- 2013年：謝沛恩〈旋轉門〉
- 2015年：姚可傑〈以後留給以後〉
- 2015年：楊宗緯〈天燈〉
- 2015年：Popu Lady 〈花邊女孩〉
- 2016年：邱昊奇 & 謝翔雅〈舌星座〉
- 2018年：Vast & Hazy〈求救訊號〉
- 2018年：莊鵑瑛〈何必記念〉
- 2019年：沈安〈別再再再〉
- 2019年：脆樂團〈宇宙的角落〉
- 2019年：脆樂團〈虛線〉
- 2019年：先知瑪莉〈陸橋〉
- 2019年：鄭心慈〈幸福藏在哪裡〉
- 2020年：李榮浩〈在一起嘛好不好〉
- 2020年：白安〈回家的路〉
- 2020年：劉若英〈不營業的日常〉
- 2021年：告五人〈好不容易〉
- 2021年：蘇明淵〈你應該予人疼予人愛〉
- 2023年：?te〈夜走〉
- 2024年：蔡健雅〈Rebecca〉
- 2025年：蘇慧倫〈我到底是怕你什麼〉
- 2025年：華晨宇〈不重逢〉

## 綜藝節目
| 年份   | 頻道       | 名稱       | 備註                   |
| ------ | ---------- | ---------- | ---------------------- |
| 2022年 | 東森綜合台 | 我们练爱吧 | 第二季 , 嘉賓 (黃姵嘉) |

## 廣告
- 2016年：《立頓奶茶》
  - 學分危機 ! 學會選課各種招
  - 說好單身趴，放閃放到瞎
  - 求職初體驗，忐忑超爆表
- 2017年：《台灣大哥大》my video 電影霸
- 2017年：COSMED MEN GO SHINE 邱昊奇x摸手機舞
- 2017年：COSMED MEN GO SHINE 男人夠帥 登場
- 2017年：Samsung Galaxy Note8 Tips Video×邱昊奇（Samsung Note）
- 2017年：Samsung Galaxy Note8 Tips Video×邱昊奇（手寫動態貼圖）
- 2019年：HoLa 特力和樂(有一種自在叫享受篇)
- 2022年：ONEBOY冰鋒衣（沒事篇）

## 書籍
- 更大的戰役：邱昊奇伊朗、尼泊爾壯遊記
- 沒有別人，怎麼做自己？：在改變之前，我們都是表演者

## 外部連結
- 邱昊奇的Facebook專頁
- 邱昊奇的新浪微博
- 邱昊奇的Instagram帳戶
- YouTube上的邱昊奇頻道